# Insenatura di Peale

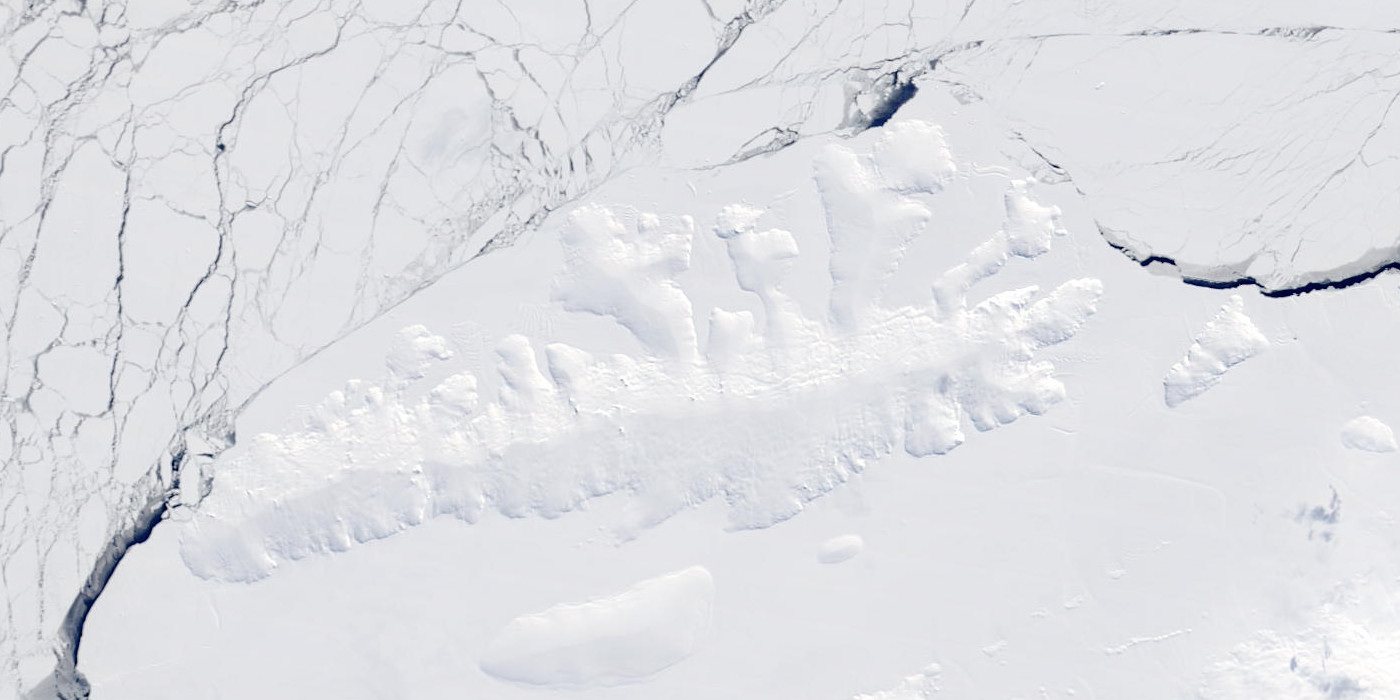
Un'immagine satellitare dell'isola Thurston.

L'insenatura di Peale è un'insenatura larga circa 12 km all'imboccatura e lunga 30, situata sull'isola Thurston, al largo della costa di Eights, nella Terra di Ellsworth, in Antartide. L'insenatura, che si estende in direzione sud-est/nord-ovest e la cui superficie è completamente ricoperta dai ghiacci, si trova in particolare tra la penisola Kearns, a sud-ovest, e la penisola Noville, a nord-est.

## Storia
L'insenatura di Peale fu scoperta durante ricognizioni aeree effettuate nel dicembre 1946 nel corso dell'operazione Highjump e fu del tutto mappata nel febbraio 1960 durante voli in elicottero partiti dalla USS Burton Island e dalla USS Glacier  e svolti su quest'area nel corso di una spedizione di ricerca della marina militare statunitense (USN) nel mare di Bellingshausen. Infine, fu così battezzata dal Comitato consultivo dei nomi antartici in onore di Titian Ramsay Peale, noto artista-naturalista che fu a bordo dello sloop of war USS Peacock che, dal 1838 al 1842, fece parte della spedizione della marina militare statunitense comandata da Charles Wilkes. In particolare, nel marzo 1839, il Peacock veleggiò per diversi giorni lungo la banchisa situata a nord della costa settentrionale dell'isola Thurston.  assieme.